# 환경백서
환경백서(環境白書)는 환경부가 발행하는 백서로서, 국내 환경정책 성과와 계획을 위하여 1990년부터 매년 발간되고 있다.

## 연혁
- 1990년 첫 번째 환경백서 발간.
- 1991년 두 번째 환경백서 발간.
- 1992년 세 번째 환경백서 발간.
- 1994년 네 번째 환경백서 발간.
- 1995년 다섯 번째 환경백서 발간.
- 1996년 여섯 번째 환경백서 발간.
- 1997년 일곱 번째 환경백서 발간.
- 1998년 여덟 번째 환경백서 발간.
- 1999년 아홉 번째 환경백서 발간.
- 2000년 열 번째 환경백서 발간.
- 2001년 열한 번째 환경백서 발간.
- 2002년 열두 번째 환경백서 발간.
- 2003년 열세 번째 환경백서 발간.
- 2004년 열네 번째 환경백서 발간.
- 2005년 열다섯 번째 환경백서 발간.
- 2006년 열여섯 번째 환경백서 발간.
- 2007년 열일곱 번째 환경백서 발간.
- 2008년 열여덟 번째 환경백서 발간.
- 2009년 열아홉 번째 환경백서 발간.
- 2010년 스물 번째 환경백서 발간.
- 2011년 스물한 번째 환경백서 발간.
- 2012년 스물두 번째 환경백서 발간.
- 2013년 스물세 번째 환경백서 발간.
- 2014년 스물네 번째 환경백서 발간.
- 2015년 스물다섯 번째 환경백서 발간.
- 2016년 스물여섯 번째 환경백서 발간.
- 2017년 스물일곱 번째 환경백서 발간.
- 2018년 스물여덟 번째 환경백서 발간.
- 2019년 스물아홉 번째 환경백서 발간.
- 2020년 서른 번째 환경백서 발간.
- 2021년 서른한 번째 환경백서 발간.
- 2022년 서른두 번째 환경백서 발간.
- 2023년 서른세 번째 환경백서 발간예정.

## 같이 보기
- 백서
- 외교백서
- 국방백서
- 경제백서
- 통일백서
- 체육백서
- 보건복지백서